# Laestrygones
Laestrygones es un género de arañas araneomorfas de la familia Desidae. Se encuentra en  Nueva Zelanda y Tasmania.

## Lista de especies
Según The World Spider Catalog 12.0:
- Laestrygones albiceris Urquhart, 1894
- Laestrygones chathamensis Forster, 1970
- Laestrygones minutissimus (Hogg, 1909)
- Laestrygones otagoensis Forster, 1970
- Laestrygones setosus Hickman, 1969
- Laestrygones westlandicus Forster, 1970